# سراج الدوله

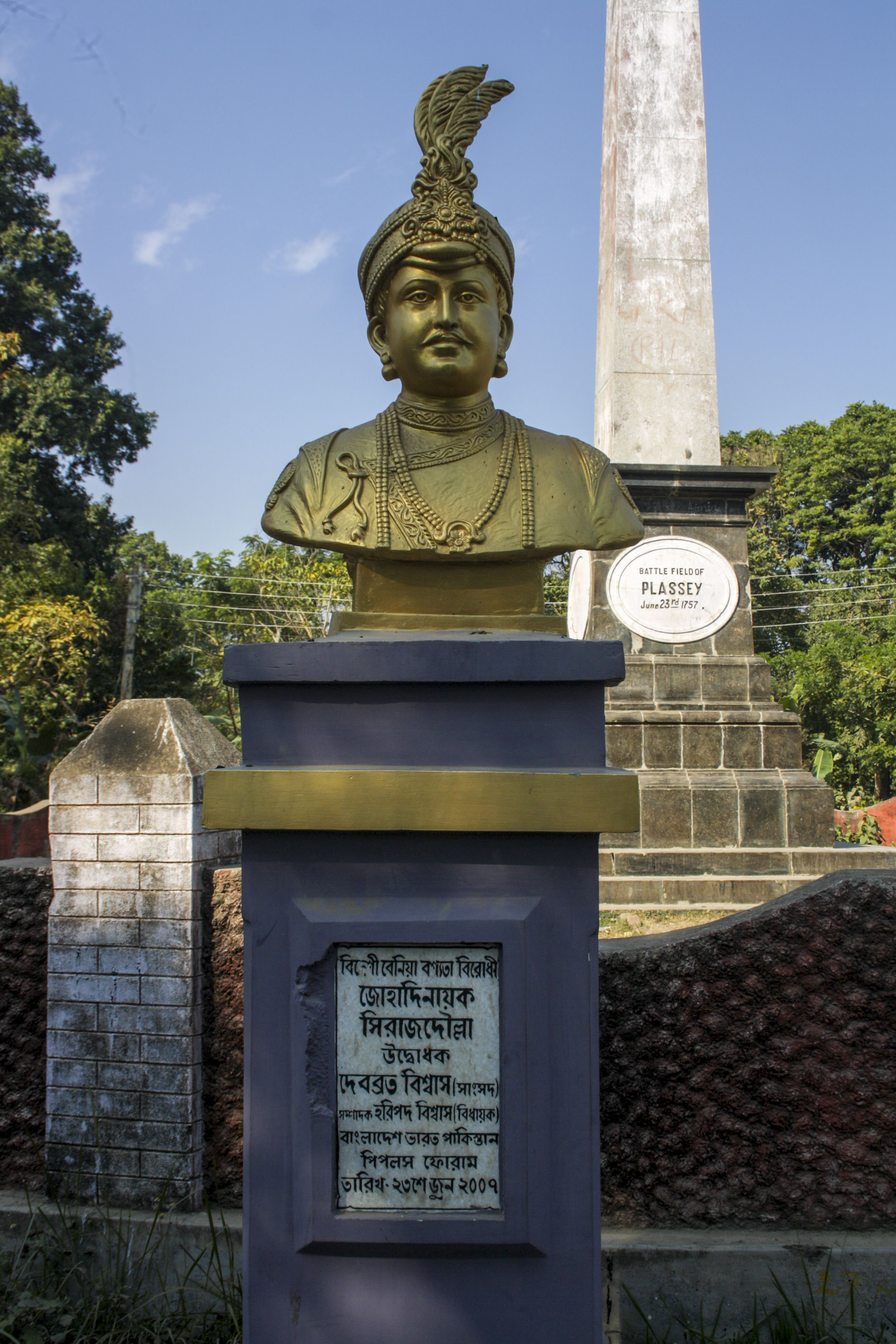
یادواره سراج در بنگال

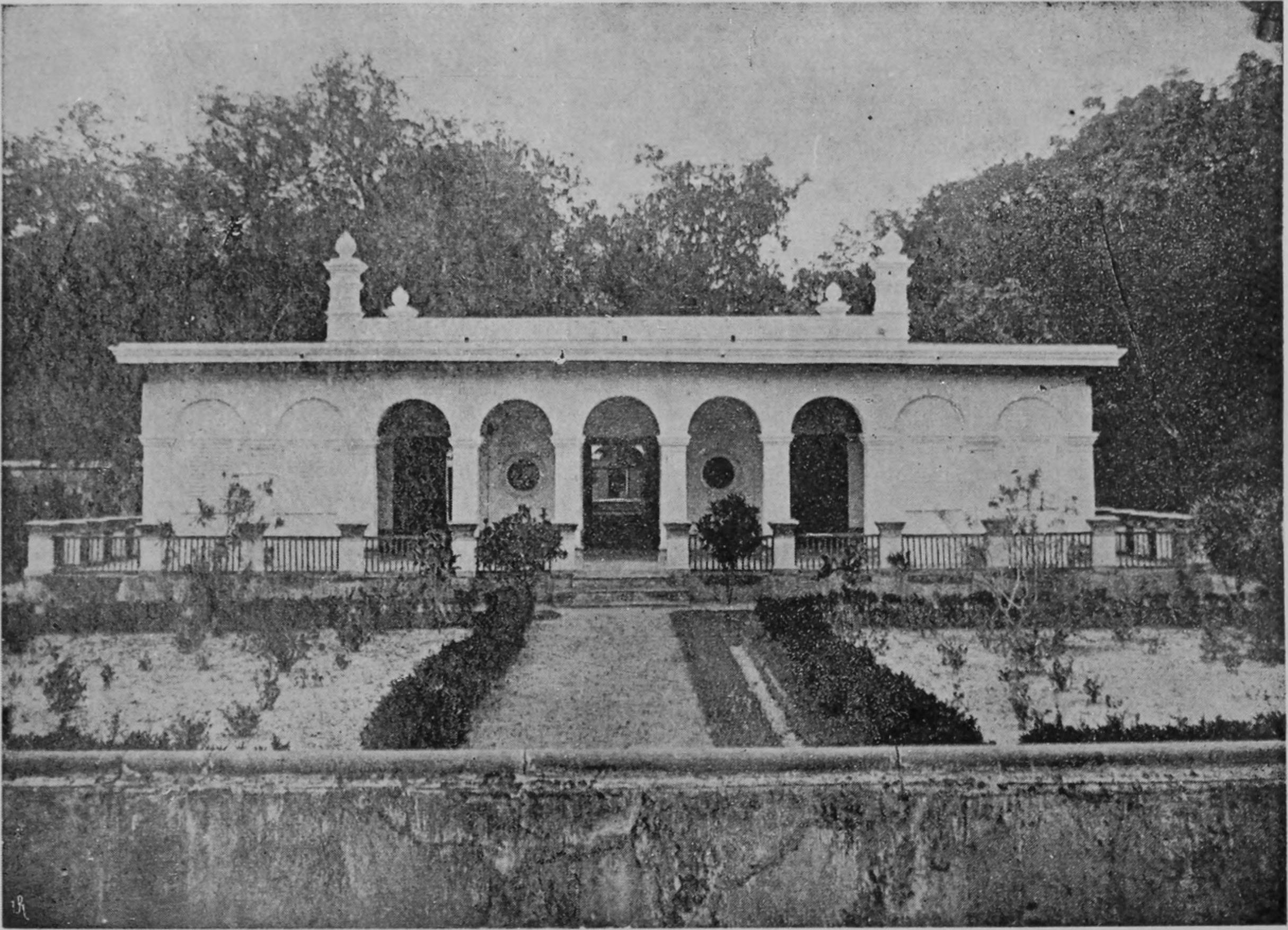
مقبره سراج در خوشباغ

نواب محمد سراج الدوله بنگالی (به بنگالی: নবাব সিরাজউদ্দৌলা(মির্জা মুহম্মদ সিরাজ-উদ-দৌলা) (۱۷۳۳–۲ ژوئیه ۱۷۵۷) آخرین نواب مستقل بنگال بود که از ۱۷۵۶ تا ۱۷۵۷ سلطنت کرد. پایان سلطنت او آغاز حکومت شرکت هند شرقی بر بنگال و بعداً شبه قاره هند بود.
سراج الدوله در سال ۱۷۳۳ به دنیا آمد، در همان سالی که علیوردی خان به عنوان والی منصوب شد، سراج فرزندی خوش شانس به‌شمار می‌رفت و زیر نظر پدربزرگش که قصد داشت او را به عنوان ولیعهد تربیت کند، پرورش یافت. سراج از نزد خود علیوردی خان تعلیمات جامع گرفت.
پس از آن، او با کمک فژدار راج محل توطئه‌ای برای سرنگونی تاج و تخت نواب طراحی کرد. 
سراج در ۹ آوریل ۱۷۵۶ به دنبال مرگ پدربزرگ مادری خود علیوردی خان در سن ۲۳ سالگی به مسند نواب بنگال صعود کرد.
سراج الدوله با مقاومت اسمی عمه مادری خود مهر نساء بیگم (قاسطی بیگم)، میر جعفر، جگت ست، شوکت جنگ و برخی از نخبگان دیگر بر تخت نشست. خواهر میمونه بیگم.
سراج در ۲۳ ژوئن ۱۷۵۷ با خیانت میر جعفر، فرمانده ارتش خود، در نبرد پلاسی شکست خورد. نیروهای شرکت هند شرقی به رهبری رابرت کلایو اداره بنگال را به دست گرفتند. سراج الدوله اقدام به فرار کرد، اما میرجعفر او را گرفت و به خانه خود برده اسیر کرد تا در ۲ ژوئیه ۱۷۵۷ اعدام شد.